# Les Sentiers La Balade de Lévis
Les Sentiers La Balade de Lévis est une station de sports d'hiver fondée en 1978 située au Québec sur le territoire de la municipalité de Lévis. Elle appartient et est gérée par un organisme à but non lucratif depuis sa création.

## Description
La station comporte 10 sentiers de ski de fond, 11 sentiers de raquettes ainsi que 5 sentiers de vélo d'hiver (communément appelé « fatbike »).
La station fait partie des centres d'entraînement de l'équipe Skibec, un regroupement de clubs régionaux qui se donnent la possibilité de former une élite.
Elle accueille aussi des évènements régionaux tels que la course du Circuit Demers.